# Janko Leban
Janko Leban, slovenski pisatelj in glasbenik, * 21. april 1855, Kanal ob Soči, † 18. februar 1932, Novo mesto. 

## Življenjepis
Lebanov oče Valentin je dobil leta 1859 službo na goriški šoli in tako se je Leban že v rani mladosti preselil v Gorico, kjer je obiskoval ljudsko šolo in 3 razrede gimnazije, prestopil nato na učiteljišče, dokončal prva dva razreda v Gorici, 3. in 4. pa v Kopru, kamor je bilo goriško moško učiteljišče premeščeno. Po maturi 1877 je služboval v Komnu (1877–1879), Lokvi (do jan. 1886), Avberu pri Sežani (do febr. 1891), Begunjah pri Cerknici (do jul. 1896), Trebelnem (do avg. 1906) in Bukovici, kjer je bil okt. 1911 predčasno upokojen. Februarja 1916 mu je kot posledica kapi ohromela desna roka in noga, po ženini smrti 1921 je našel pri usmiljenih bratih v Kandiji pri Novem mestu dosmrtno zavetje.
Leban je bil literarno mnogostransko delaven, sodeloval je pri raznih listih s pravim imenom ali s psevdonimi: Libijanski, Gradimir, Lucilius, Rodoljub, Carniolus, Tugomer, Slovanovič, Devoslav Brivski, Osamelec, Evterpovec, Tehomil, Amorosus, Juvenalis, Dušan Mladinski, Satirik iz Olimpa, Slavko Žigosavič, Bodec, Sršen, Suličar in Uganikdo.

## Delo
Leban je že kot gimnazijski tretješolec je izdal po obsegu in vsebini skromno zbirko Pesni in povesti na poskušnjo (Gorica, 1871); kasneje pa je pesmi, leposlovne črtice in poučne članke je priobčeval v raznih listih. V Lebanovih pesmih prevladujejo vsakdanji motivi, največ z rodoljubno in poučno tendenco. Več uspeha je dosegel z mladinskimi publikacijami: Iskrice, zbirka pesmi in povesti, ki so izšle v 3 snopičih (Lj. 1888–1892). 
Leban je pisal tudi članke o pedagoški problematiki. Med njegovimi pedagoškimi članki so pomembnejši: Zakaj se naj muzika po pripravnicah skrbno goji? (1873), Kako Učiti branje v ljudski šoli, da bo ta nauk v resnici ploden? (1878), Materni jezik v ljudski šoli (1883), O pravopisju v slovenski ljudski šoli (1898). 
Napisal je tudi večje število  biografij in nekrologov, med njimi o bratu Avgustu, ob odkritju Volaričevega spomenik, Andrej baron Čehovin itd.
Svojo prvo skladbico z lastnim besedilom, Veseli učenec je objavil (1871). Napisal je nekaj cerkvenih skladb. Njegovo Zbirko cerkvenih pesmi za mešani zbor je kritika ugodno sprejela. Zadnja njegova zbirka skladb Domači glasi (Lj. 1922), vsebuje cerkvene pesmi za mešani zbor. Razen tega je uredil in izdal več skladb brata Avgusta, v rokopisu pa so mu ostale še razne lastne cerkvene in posvetne skladbe.
Po njem se danes imenuje ulica v Novem mestu.